# Bjeloruska nogometna reprezentacija
Bjeloruska nogometna reprezentacija je nogometna reprezentacija koja igra pod okriljem Nogometne Federacije Bjelorusije. Prvu službenu utakmicu nakon pada Sovjetskog Saveza odigrala je 20. lipnja, 1992. godine protiv Litve s neodlučenim rezultatom 1-1.
Prvu pobjedu upisali su 12. kolovoza, 1994. godine u dvoboju s Luksemburgom. Reprezentacija Bjelorusije se nikada nije plasirala na svjetsko i europsko prvenstvo u nogometu, ali pod trenerskom opaskom Eduarda Malofejeva bili su blizu ulaska na Svjetsko prvensto u Njemačkoj 2006. godine.
Najuspješniji su na malim turnirima. 2002. godine pobijedili su Rusiju i Ukrajinu na "LG Kupu".

## Momčad
| Broj      | Ime i prezime igrača | Nogometni klub           | Rođen               |
| Vratari   | Vratari              | Vratari                  | Vratari             |
| --------- | -------------------- | ------------------------ | ------------------- |
|           | Jury Žaǔnoǔ          | FK Zenit Sankt Peterburg | 17. travnja 1981.   |
|           | Siarhej Vjeramko     | BATE Borisov             | 16. kolovoza 1982.  |
|           | Alaksandr Lancevič   | Minsk                    | 2. svibnja 1989.    |
| Obrana    |                      |                          |                     |
|           | Alaksandr Jurevič    | BATE Borisov             | 9. ožujka 1979.     |
|           | Źmicer Lencevič      | Bohemians                | 20. lipnja 1983.    |
|           | Ihar Šytaŭ           | BATE Borisov             | 24. listopada 1986. |
|           | Siarhej Sasnoŭski    | BATE Borisov             | 14. kolovoza 1981.  |
|           | Alaksandar Kulčyj    | Rostov                   | 1. studenoga 1973.  |
|           | Aljaksandr Hleb      | VfB Stuttgart            | 1. svibnja 1981.    |
|           | Cimafej Kałačoŭ      | PFK Krylja Sovjetov      | 1. svibnja 1981.    |
| Vezni red |                      |                          |                     |
|           | Mikałaj Kašeŭski     | Iličevec Mariupol        | 5. listopada 1980.  |
|           | Ihar Stasevič        | BATE Borisov             | 21. listopada 1981. |
|           | Filip Rudzik         | FC Naftan Novopolotsk    | 22. ožujka 1987.    |
| Napadači  |                      |                          |                     |
|           | Vital Kutuzaŭ        | A.S. Bari                | 20. ožujka 1980.    |
|           | Vital Bułyha         | BATE Borisov             | 20. siječnja 1980.  |
|           | Vital Radzivonaŭ     | BATE Borisov             | 11. studenog 1983.  |
|           | Henadź Bliźnjuk      | FC Sibir Novosibirsk     | 30. srpnja 1980.    |
|           | Leanid Kovel         | FK Saturn Ramenskoje     | 29. srpnja 1986.    |

## Trenutna natjecanja
| Reprezentacija | Ut. | Pob. | N. | Por. | G+ | G- | Bod. |
| -------------- | --- | ---- | -- | ---- | -- | -- | ---- |
| Engleska       | 7   | 7    | 0  | 0    | 26 | 4  | 21   |
| Hrvatska       | 7   | 4    | 2  | 1    | 15 | 7  | 14   |
| Ukrajina       | 6   | 3    | 2  | 1    | 9  | 6  | 11   |
| Bjelorusija    | 6   | 3    | 0  | 3    | 15 | 10 | 9    |
| Kazahstan      | 7   | 1    | 0  | 6    | 7  | 22 | 3    |
| Andora         | 7   | 0    | 0  | 7    | 2  | 25 | 0    |

## Rekordi igrača

### Nastupi za reprezentaciju
| Mj. | Igrač                 | Utakmice | Pogodci | Aktivnost? |
| --- | --------------------- | -------- | ------- | ---------- |
| 1.  | Alaksandr Kulčyj      | 102      | 5       | ne         |
| 2.  | Aljaksandr Hleb       | 80       | 6       | ne         |
| 2.  | Siarhej Hurenka       | 80       | 3       | ne         |
| 4.  | Sergej Kornilenko     | 78       | 17      | ne         |
| 5.  | Timofei Kalačev       | 76       | 10      | ne         |
| 6.  | Aljaksandr Martinovič | 75       | 2       | da         |
| 7.  | Sjarhej Ameljančuk    | 74       | 1       | ne         |

### Pogodci za reprezentaciju
| Mj. | Igrač             | Pogodci | Utakmice | Aktivnost? |
| --- | ----------------- | ------- | -------- | ---------- |
| 1.  | Maksim Ramaščenka | 20      | 64       | ne         |
| 2.  | Sergej Kornilenko | 17      | 78       | ne         |
| 3.  | Vital Kutuzaŭ     | 13      | 52       | ne         |
| 4.  | Vjačaslaŭ Hleb    | 13      | 45       | ne         |

## Uspjesi na velikim natjecanjima
| Prvenstvo                    | Rezultat                   |
| ---------------------------- | -------------------------- |
| Urugvaj 1930.                | Sudjelovala kao dio SSSR-a |
| Italija 1934.                | Sudjelovala kao dio SSSR-a |
| Francuska 1938.              | Sudjelovala kao dio SSSR-a |
| Brazil 1950.                 | Sudjelovala kao dio SSSR-a |
| Švicarska 1954.              | Sudjelovala kao dio SSSR-a |
| Švedska 1958.                | Sudjelovala kao dio SSSR-a |
| Čile 1962.                   | Sudjelovala kao dio SSSR-a |
| Engleska 1966.               | Sudjelovala kao dio SSSR-a |
| Meksiko 1970.                | Sudjelovala kao dio SSSR-a |
| SR Njemačka 1974.            | Sudjelovala kao dio SSSR-a |
| Argentina 1978.              | Sudjelovala kao dio SSSR-a |
| Španjolska 1982.             | Sudjelovala kao dio SSSR-a |
| Meksiko 1986.                | Sudjelovala kao dio SSSR-a |
| Italija 1990.                | Sudjelovala kao dio SSSR-a |
| SAD 1994.                    | Nije sudjelovala           |
| Francuska 1998.              | Nije se kvalificirala      |
| Južna Koreja i Japan 2002.   | Nije se kvalificirala      |
| Njemačka 2006.               | Nije se kvalificirala      |
| Južnoafrička Republika 2010. | Nije se kvalificirala      |
| Brazil 2014.                 | Nije se kvalificirala      |
| Rusija 2018.                 | –                          |

| Prvenstvo                  | Rezultat                   |
| -------------------------- | -------------------------- |
| Francuska 1960.            | Sudjelovala kao dio SSSR-a |
| Španjolska 1964.           | Sudjelovala kao dio SSSR-a |
| Italija 1968.              | Sudjelovala kao dio SSSR-a |
| Belgija 1972.              | Sudjelovala kao dio SSSR-a |
| Jugoslavija 1976.          | Sudjelovala kao dio SSSR-a |
| Italija 1980.              | Sudjelovala kao dio SSSR-a |
| Francuska 1984.            | Sudjelovala kao dio SSSR-a |
| SR Njemačka 1988.          | Sudjelovala kao dio SSSR-a |
| Švedska 1992.              | Sudjelovala kao dio SSSR-a |
| Engleska 1996.             | Nije se kvalificirala      |
| Belgija i Nizozemska 2000. | Nije se kvalificirala      |
| Portugal 2004.             | Nije se kvalificirala      |
| Austrija i Švicarska 2008. | Nije se kvalificirala      |
| Poljska i Ukrajina 2012.   | Nije se kvalificirala      |
| Francuska 2016.            | Nije se kvalificirala      |

## Vanjske poveznice
- Главная - Белорусская федерация футбола (rus.)
- Football.by (rus.)
- Byelorussian Football (1992-1999) (mrtva poveznica)